# Anouk Teeuwe
Pour les articles homonymes, voir Anouk.
Anouk Teeuwe (prononcé en néerlandais : [aːˈnuk ˈteːuʋə]), dite Anouk, née le 8 avril 1975 à La Haye, est une chanteuse et compositrice de rock néerlandaise.

## Biographie

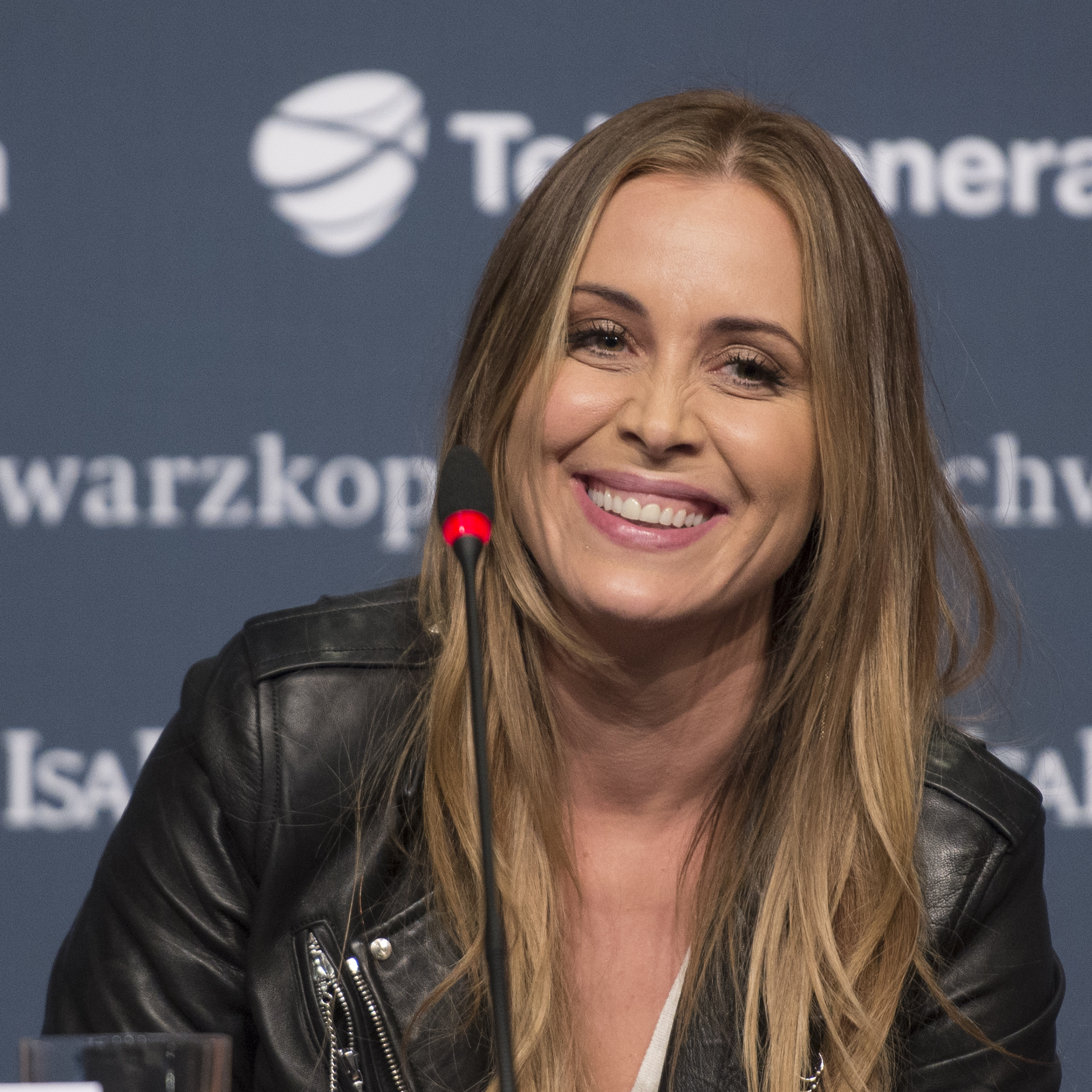
Anouk pendant sa conférence de presse au Concours Eurovision de la chanson 2013.

Anouk s’intéresse à la musique en écoutant sa mère, une chanteuse de blues. Elle commence par chanter dans des mariages et différentes soirées avec le groupe Shotgun Wedding, avant de rencontrer Barry Hay du groupe Golden Earring, un ami de son ex-mari Edwin Jansen. Hay, convaincu du talent d’Anouk, lui offre plusieurs chansons dont Mood Indigo, écrite en collaboration avec George Kooymans (également de Golden Earring).
Elle rencontre ensuite Bart van Veen, avec qui elle écrit quelques chansons. Le 5 septembre 1997, elle publie son second titre, "Nobody's Wife", qui reste au sommet des hits hollandais pendant quelques semaines. Son premier album Together Alone connaît également un grand succès.
En 1998, Anouk gagne deux prix de la chaîne musicale néerlandaise TMF (The Music Factory) ainsi qu’un Edison award. Pendant l'été, elle se produit dans plusieurs festivals. Son second album, Urban Solitude, sort en novembre 1999, et inclut le single R U Kiddin'Me.
Peu de temps après elle part aux États-Unis pour conclure un contrat d’enregistrement. Les négociations avec sa compagnie américaine (Sony) se terminent sur un échec, ce qui provoque son retour en Hollande sans contrat. Elle sort alors un nouveau single Don’t et commence une tournée hollandaise en février 2001.
En mars 2001 sort un nouvel album, Lost Tracks, qui contient des versions acoustiques ainsi que des faces B d'anciens titres, ainsi que plusieurs duos avec K's Choice, Sarah Bettens et son mari. Cet album remporte plusieurs récompenses en 2001 et 2003.
En novembre 2002, sort l’album Graduated Fool (qui est son album le plus rock actuellement), accompagné d’une tournée, le Graduated Fool Tour. En 2003, elle fait une brève apparition sur l'album RadioJXL de Junkie XL avec Between These Walls dont elle a écrit les paroles. Elle sort en 2004 un nouvel album, Hotel New York, qui contient quatre titres sortis comme singles Girl, Lost, Jerusalem et One Word.
Anouk, après plusieurs concerts à Anvers (sortis en DVD le 28 avril 2006 sous le nom Anouk is alive!), émigre en Ohio en décembre 2005. En novembre 2007, l'album Who's your Momma sort. C'est un album aux sonorités plus blues et pop, là où les précédents étaient plus rock ou ballades. Il a été réalisé en collaboration avec le producteur Glen Ballard (qui a notamment travaillé avec Alanis Morissette).
Après trois concerts fin 2008, dans le Heineken Music Hall à Amsterdam, elle se sépare de Remon Stotijn, et prépare la sortie de son nouvel album pour l'automne 2009. Le premier single tiré de cet album Today a été offert aux fans en téléchargement gratuit et légal durant une semaine. L'album For Bitter or Worse (en), jeu de mots entre « meilleur » (better) et « amer » (bitter) sort le 18 septembre 2009 et fait référence à son divorce.
Le 20 mai 2011 est sorti l'album To Get Her Together (en). Un premier titre est mis en ligne par Anouk sur twitter, les images du clip (preview) sont tirées de la session d'enregistrement de l'album. Ce titre est offert sur iTunes durant quelques jours ; il s'agit de Killer Bee. Le second titre, Down & Dirty, donne le ton de cet album bien différent des précédents. Plus de R&B, moins de rock, la critique pense qu'il risque de ne pas satisfaire les fans de la première heure. Dès sa sortie, l'album est un immence succès ; plus accessible et plus rythmé, cet album est fait pour passer sur les ondes radiophoniques. Le succès qu'a connu l'album est fort aux Pays-Bas, sans toutefois dépasser les frontières de la Belgique. Il retrace les moments difficiles vécus lors de sa séparation avec Dox en septembre 2010, soit six mois après la naissance de leur fils.
En octobre 2012, elle confirme qu'elle représentera son pays au Concours Eurovision de la chanson 2013 à Malmö avec la chanson Birds, et annonce la sortie de son nouvel album Sad Singalong Songs pour mai 2013.
Le 14 mai 2013, elle se qualifie dans la première demi-finale de l'Eurovision. Elle termine finalement neuvième du concours (sur 26 pays qualifiés).

## Discographie (albums)
Discographie d'Anouk (en)
- 1997 - Together Alone
- 1999 - Urban Solitude (en)
- 2001 - Lost Tracks (en)
- 2002 - Graduated Fool (en)
- 2004 - Update (en) (live acoustique)
- 2004 - Hotel New York (en)
- 2006 - Anouk Is Alive (en) (live in Rotterdam)
- 2007 - Who's Your Momma (en)
- 2008 - Live at Gelredome (it) (live enregistré en mars 2008)
- 2009 - For Bitter or Worse (en)
- 2011 - To Get Her Together (en)
- 2013 - Sad Singalong Songs (en)
- 2014 - Paradise and Back Again (en)
- 2014 - Live at Symphonica in Rosso (en) (live)
- 2016 - Queen for a Day (en)
- 2016 - Fake It Till We Die (en)
- 2018 - Wen d'r Maar Aan

## Discographie DVD
- 2001 - Lost Tracks (vidéo clips)
- 2004 - Close Up (festival performances)
- 2006 - Anouk is Alive (2 DVD live in Rotterdam)
- 2008 - Live at Gelredome (2 DVD enregistrés en mars 2008)

## Vie privée
Elle est divorcée de Remon Stotijn (The Anonymous, chanteur du groupe de rap Postmen puis Postman en solo), dont elle a eu 2 fils, à savoir Benjahmin Kingsley (né le 18 avril 2002) et Elijah Jeramiah (né le 5 décembre 2003) et une fille nommée Phoenix Ray (née le 3 juin 2005). Elle est récemment séparée du rappeur Unorthadox (Dox) dont elle a eu un fils, prénommé Jesiah Dox (né le 31 mars 2010). Le 26 mars 2014 elle annonce sur son site officiel sa cinquième grossesse : Sion Jethro est né en juin 2014. Elle annonce sa sixième grossesse en janvier 2016 et donne naissance à une fille, prénomée Jelizah Rose au mois de juin.